# Don sphynx

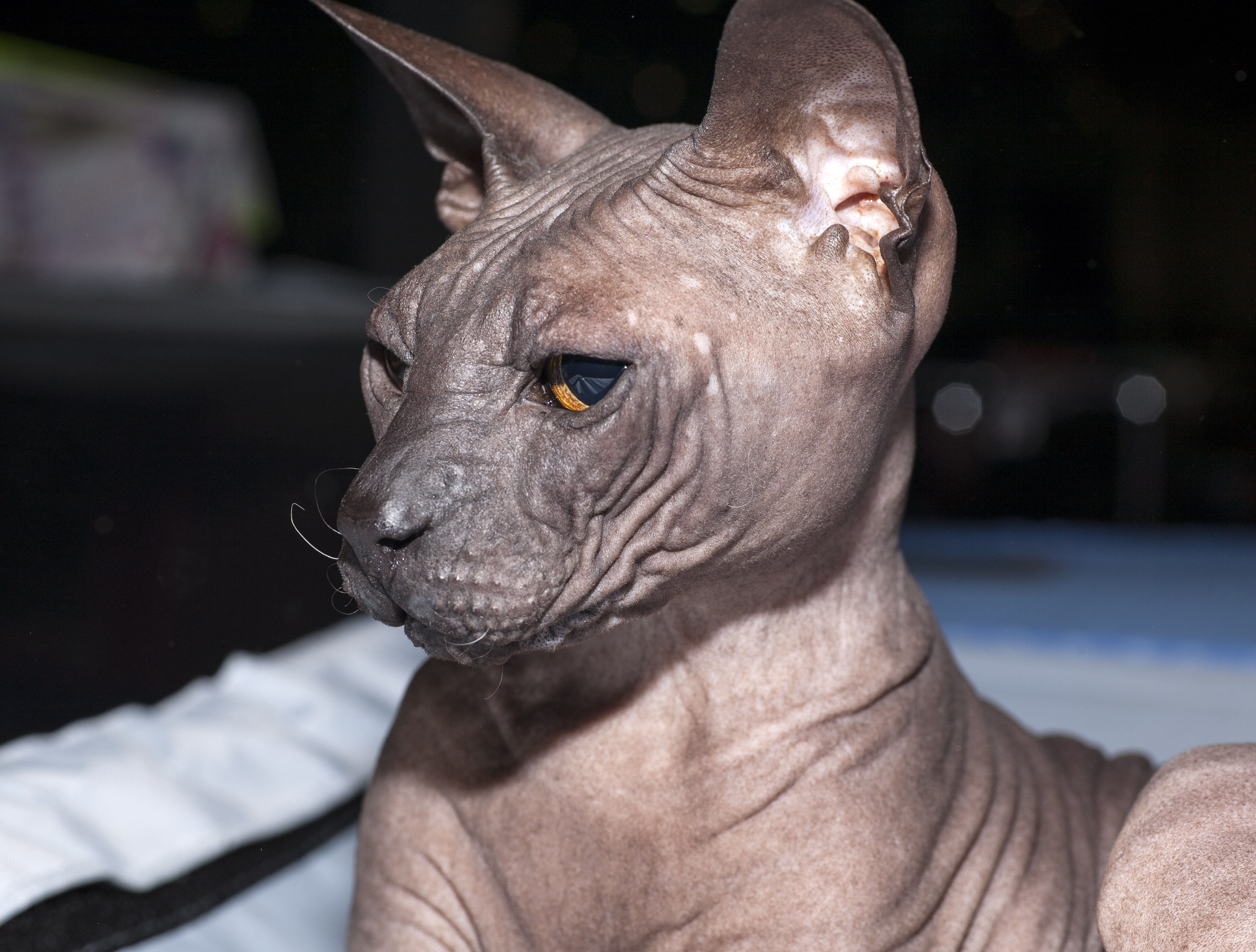
Don Sphynx

Don sphynx (también conocido como Don sin pelo) es una raza de gato sin pelo de origen ruso. Esta raza tiene su origen en 1987, en la ciudad rusa de Rostov del Don, cuando Elena Kovaleva adoptó una gata sin pelo, que, tiempo después, dio a luz a una camada de gatitos, cruza con un macho europeo de pelo corto, considerada hoy como la fundadora de la raza, siendo criada inicialmente por Irina Nemikina. No se relaciona con la raza sin pelo más conocida del gato, el sphynx, ya que su calvicie característica es causada por un gen recesivo, mientras que la calvicie del Don sphynx la causa un gen dominante.
El  Don sphynx fue reconocido oficialmente por WCF en 1997 y TICA en 2005 como el donskoy. El estándar de puntos describe al gato como siendo de tamaño mediano y muscular, con los oídos grandes, los ojos en forma de almendra con un distintivo largo, y dedos del pie palmeados. Ellos requieren un cepillado frecuente, a pesar de su carencia de abrigo. Sobre el baño, puede hacer que la piel se haga muy aceitosa.
La raza de peterbald fue creada originalmente cruzando el Don sphynx con gatos orientales para crear un gato sin pelo del tipo oriental. Los acoplamientos entre el Don sphynx y peterbald ya no son permitidos en algunos países, ya que los gatos sin vibrisas se consideran crías inhumanas.